# Marskär, Raseborg
Marskär är en ö i Finland. Den ligger i Finska viken och i kommunen Raseborg i landskapet Nyland, i den södra delen av landet. Ön ligger omkring 87 kilometer väster om Helsingfors.
Öns area är 3,2 hektar och dess största längd är 370 meter i öst-västlig riktning.